# Mario Pineida
Mario Alberto Pineida Martínez (Santo Domingo, Dominikai Köztársaság, 1992. július 6. –) ecuadori labdarúgó, az Independiente hátvédje.
1. ↑  transfermarkt.com. transfermarkt.com . (Hozzáférés: 2017. október 9.)
2. ↑  FBref
3. ↑  As (spanyol nyelven). Grupo PRISA